# Salado (comtat de Bell)
Salado és una concentració de població designada pel cens al comtat de Bell (Texas, EUA). Segons el cens del 2000 tenia 3.475 habitants.

## Demografia
Segons el cens del 2000, Salado tenia 3.475 habitants, 1.382 habitatges, i 1.112 famílies. La densitat de població era de 78,8 hab./km².
Dels 1.382 habitatges en un 29,7% hi vivien nens de menys de 18 anys, en un 72,1% hi vivien parelles casades, en un 6,3% dones solteres, i en un 19,5% no eren unitats familiars. En el 16,9% dels habitatges hi vivien persones soles el 8,7% de les quals corresponia a persones de 65 anys o més que vivien soles. El nombre mitjà de persones vivint en cada habitatge era de 2,51 i el nombre mitjà de persones que vivien en cada família era de 2,81.
Per edats la població es repartia de la següent manera: un 22,4% tenia menys de 18 anys, un 5,5% entre 18 i 24, un 23% entre 25 i 44, un 31,3% de 45 a 60 i un 17,9% 65 anys o més.
L'edat mediana era de 44 anys. Per cada 100 dones de 18 o més anys hi havia 94 homes.
La renda mediana per habitatge era de 63.646 $ i la renda mediana per família de 70.667 $. Els homes tenien una renda mediana de 48.098 $ mentre que les dones 26.528 $. La renda per capita de la població era de 29.685 $. Aproximadament el 3% de les famílies i el 3,8% de la població estaven per davall del llindar de pobresa.

## Poblacions properes
El següent diagrama mostra les poblacions més properes.